# Aranyhasú légyvadász
Az aranyhasú légyvadász (Pachycephala pectoralis) a madarak osztályának verébalakúak (Passeriformes) rendjébe és a légyvadászfélék (Pachycephalidae) családjába tartozó faj.

## Rendszerezése
A fajt John Latham angol ornitológus írta le 1801-ben, a Muscicapa nembe Muscicapa pectoralis néven.

## Alfajai
- Pachycephala pectoralis pectoralis (Latham, 1802) - Ausztrália keleti része
- Pachycephala pectoralis xanthoprocta (Gould, 1838) - Norfolk-sziget, eredetileg különálló fajként írták le.
- Pachycephala pectoralis contempta (Hartert, 1898) - Lord Howe-sziget, eredetileg különálló fajként írták le.
- Pachycephala pectoralis youngi (Mathews, 1912) - Ausztrália délkeleti része
- Pachycephala pectoralis glaucura (Gould, 1845) - Tasmania és a Bass-szoros szigetei, eredetileg különálló fajként írták le.
- Pachycephala pectoralis fuliginosa (Vigors & Horsfield, 1827) - Ausztrália déli része, eredetileg különálló fajként írták le. [2]

- Pachycephala pectoralis balim[2] Rand, 1940 vagy Pachycephala balim[1]

## Előfordulása
Ausztrália, Indonézia, Új-Kaledónia, Pápua Új-Guinea, a Salamon-szigetek, Kelet-Timor és Vanuatu területén honos. 
Természetes élőhelyei a szubtrópusi és trópusi síkvidéki és hegyi esőerdők, mocsári erdők, mangroveerők, lombhullató erdők, szavannák és cserjések, valamint ültetvények, szántóföldek, vidéki kertek és városias régiók. Állandó, nem vonuló faj.

## Megjelenése
Testhossza 19 centiméter, testtömege 19–32 gramm.
|  |  |

## Életmódja
Gerinctelenekkel, főleg rovarokkal és pókokkal táplálkozik, alkalmanként gyümölcsöt, ritkábban magvakat is fogyaszt.

## Természetvédelmi helyzete
Az elterjedési területe rendkívül nagy, egyedszáma pedig stabil. A Természetvédelmi Világszövetség Vörös listáján nem fenyegetett fajként szerepel.